# 밀리센트 패트릭

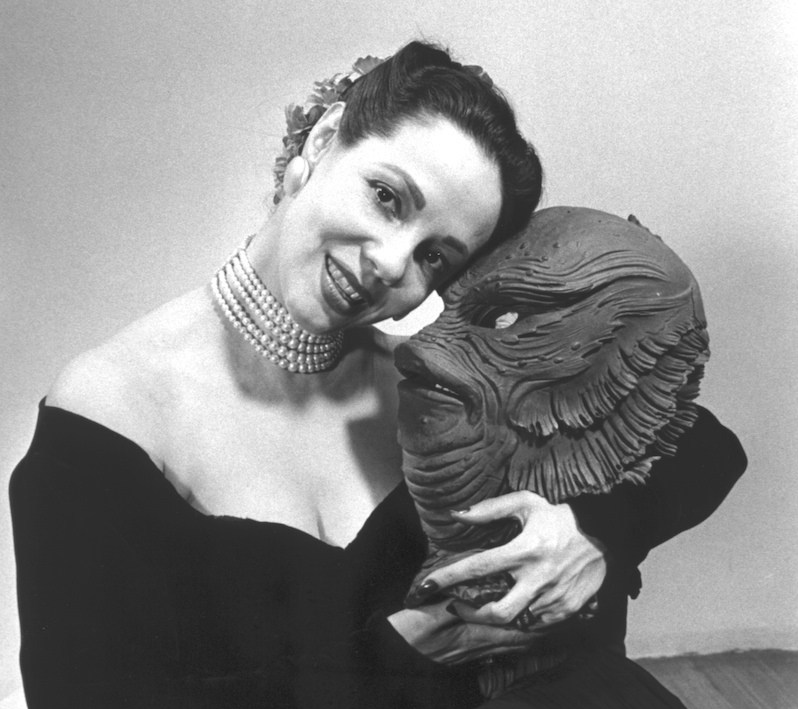

밀리센트 패트릭(Mildred Elizabeth Fulvia di Rossi, 1915년 11월 11일 ~ 1998년 2월 24일)은 미국의 배우, 텔레비전 배우, 영화배우, 메이크업 아티스트, 애니메이터, 특수 효과 담당자이다.
엘패소에서 태어났다.

## 영화
- 애정이 꽃피는 나무 (1957년) - 마이너 롤 역
- 열정의 랩소디 (1956년) - 줄리 역
- 프로디갈 (1955년)
- 애보트와 코스텔로 4 (1952년)
- 세계를 그의 품안에 (1952년)
- 어 송 이즈 본 (1948년) - 우먼 앳 도시 클럽 역